# ジュゼッペ・デ・サンクティス
ジュゼッペ・デ・サンクティス（Giuseppe De Sanctis、1858年6月21日 - 1924年6月18日）はイタリアの画家である。

## 略歴
ナポリで生まれた。父親は実業家で、作曲家のジュゼッペ・ヴェルディの友人として知られる芸術愛好家であった。父親の勧めで画家をめざし、1872年にナポリ美術アカデミーに入学し、ドメニコ・モレリやフィリッポ・パリッチ、ジョアッキーノ・トーマらに学んだ。
アカデミーを卒業すると国外に出て、ロンドンやパリで働き、ドメニコ・モレリに紹介されて作品はパリの美術商、グーピル商会に買い上げられた。主に女性像を描いた。パリではジャン＝レオン・ジェロームに学び、同世代の画家、パスカル・ダニャン＝ブーベレの影響を受けた。1882年から1917年7までナポリの展覧会に毎回出展し、サロン・ド・パリにも1890年と1899年に出展した。1886年にパレルモの展覧会で銀メダルを受賞し、その作品はイタリア国王ウンベルト1世に買い上げられた.。
1895年からヴェネツィア・ビエンナーレに関与し1903年と1905年には企画委員を務めた。1901年にドメニコ・モレリの後任としてナポリ美術アカデミーで教え始め、後に版画部門の教授に任命された。フランスの風景を描くことが多かったが、王族の肖像画も描いた。

## 作品

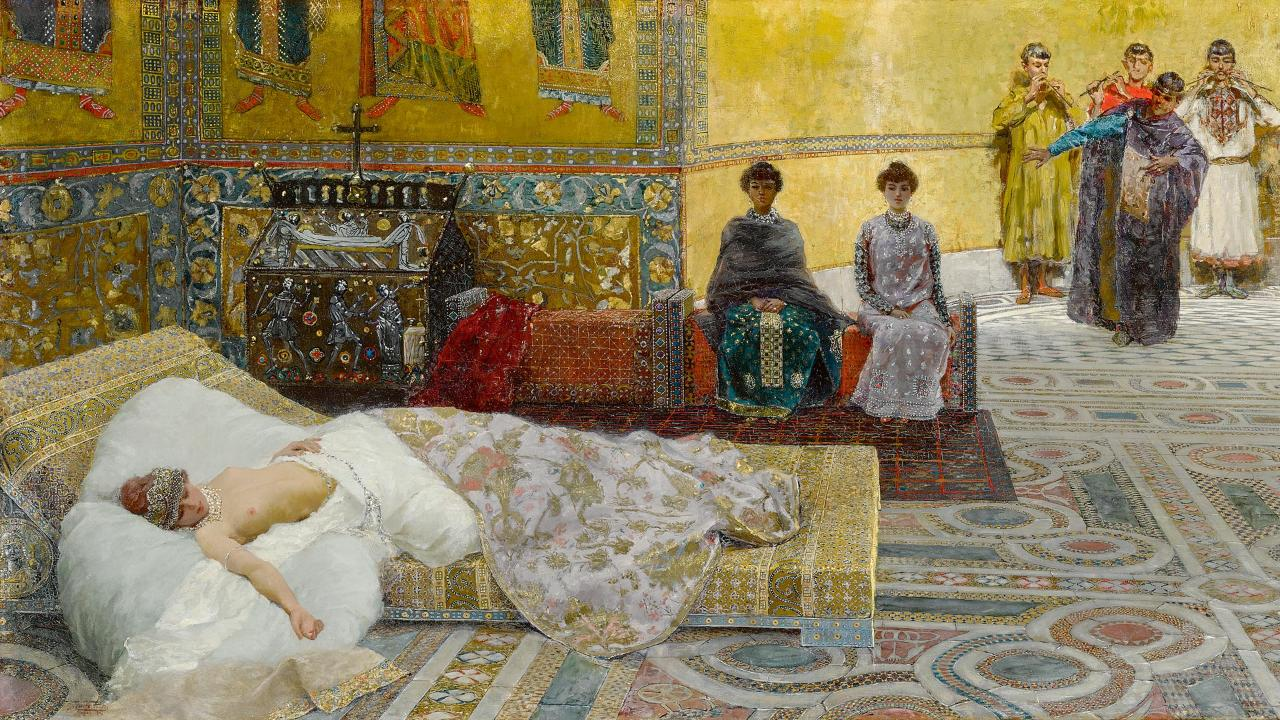
「テオドラ 」
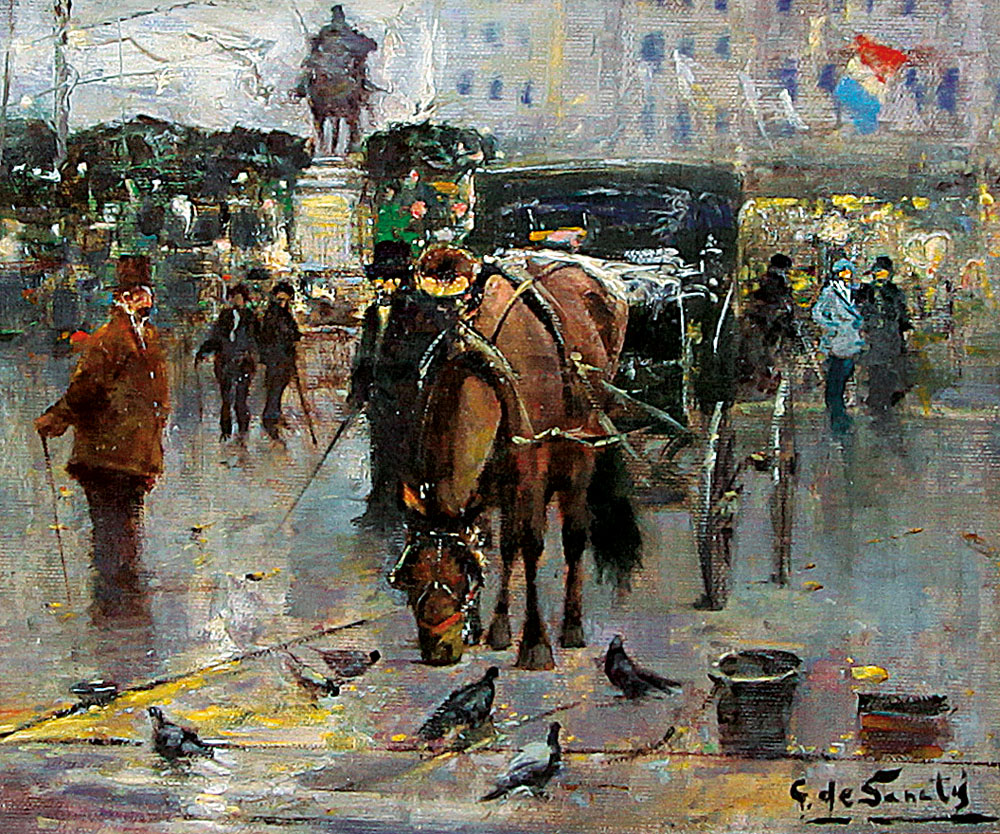
「パリ」
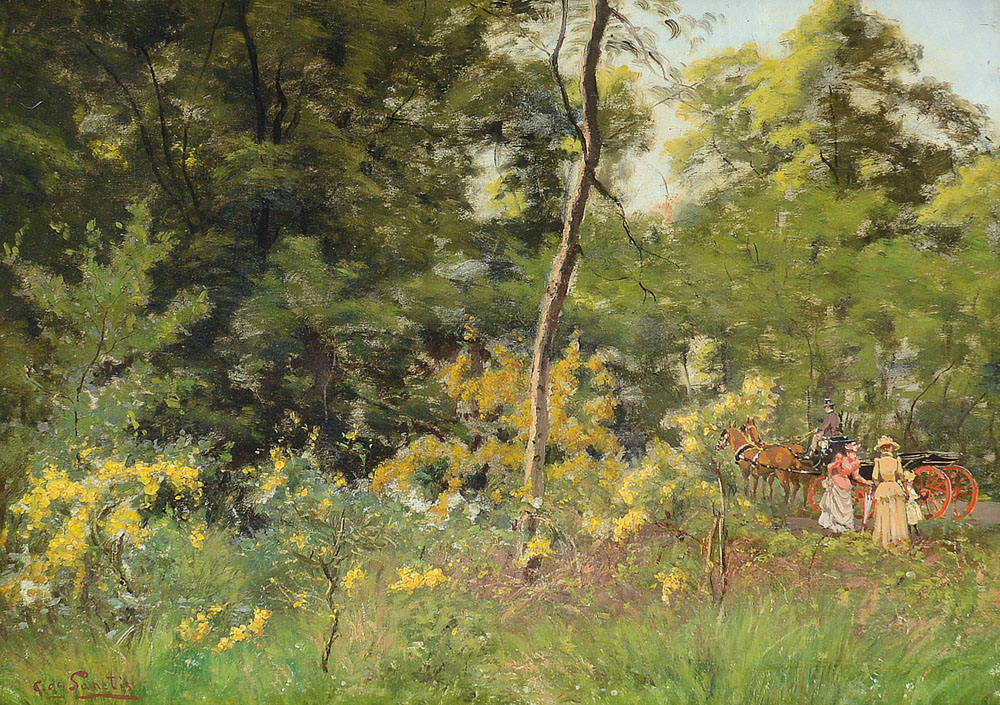
「森」

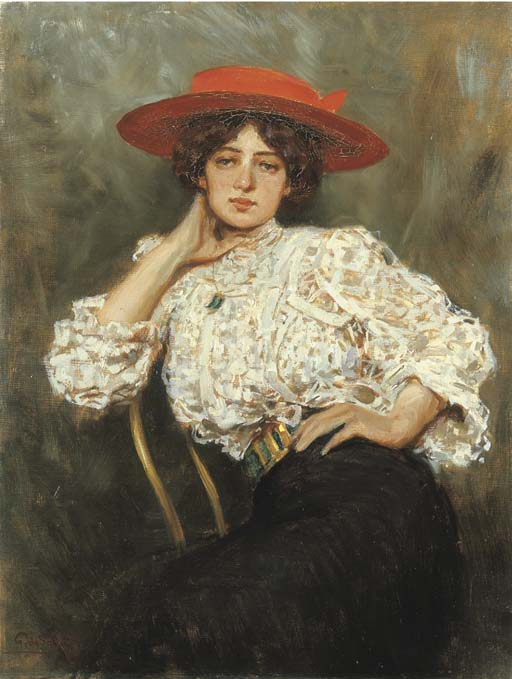
「赤い帽子」
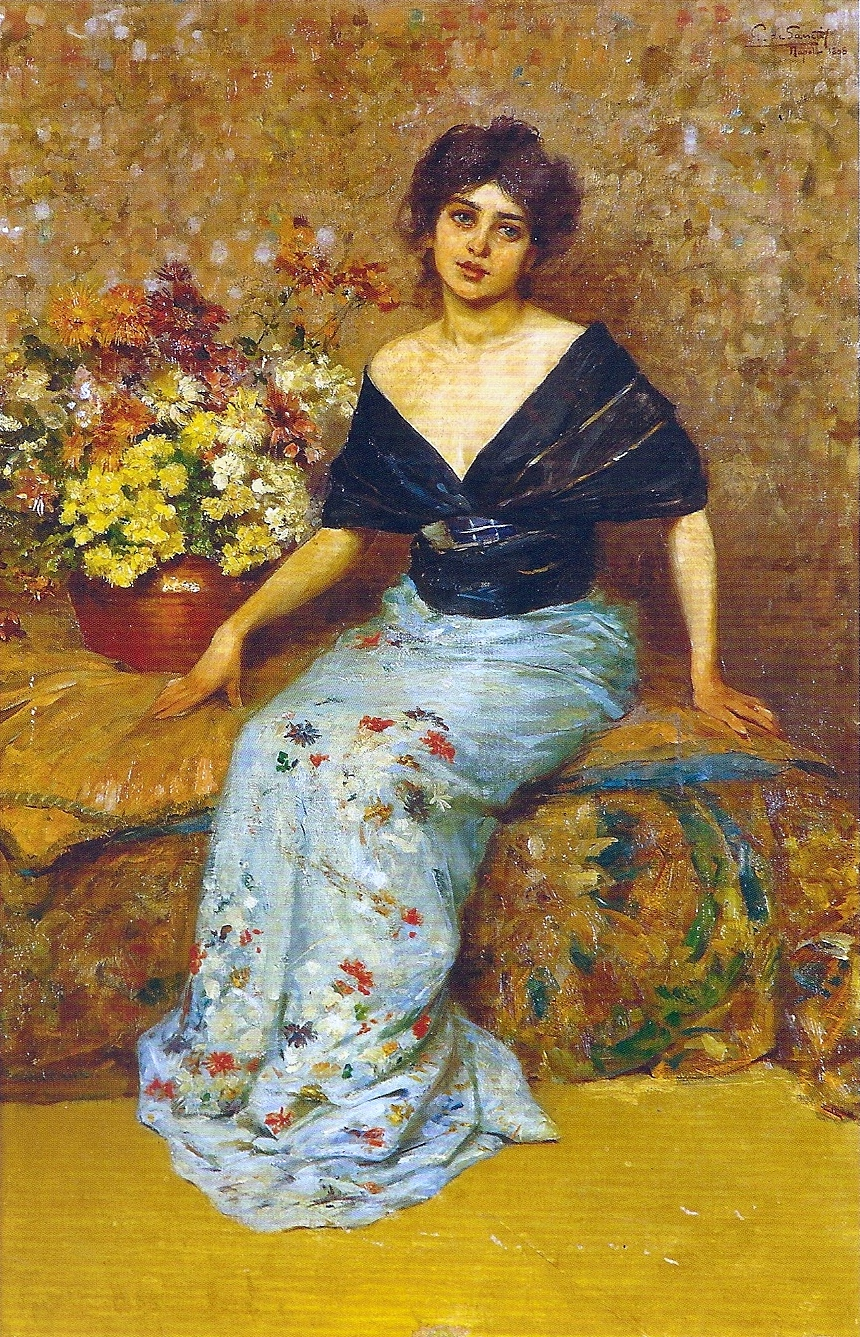
Cortesã
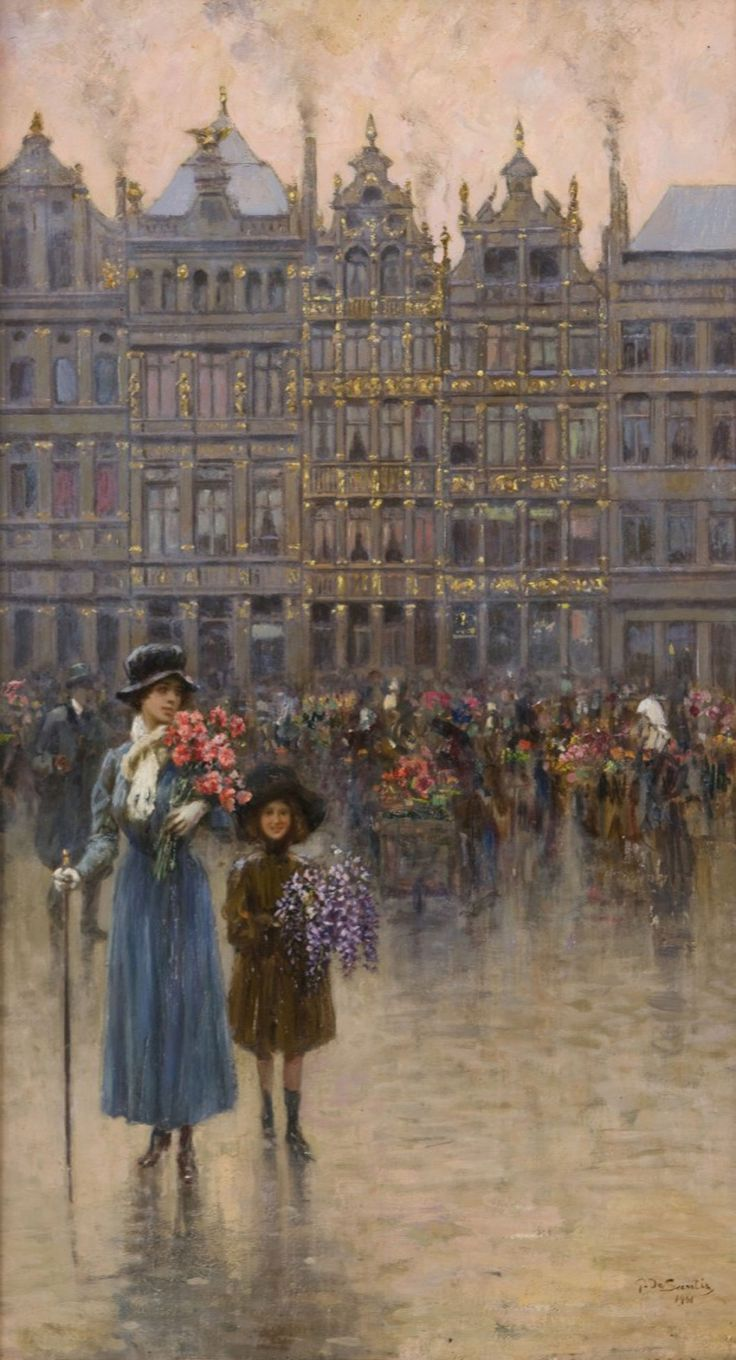
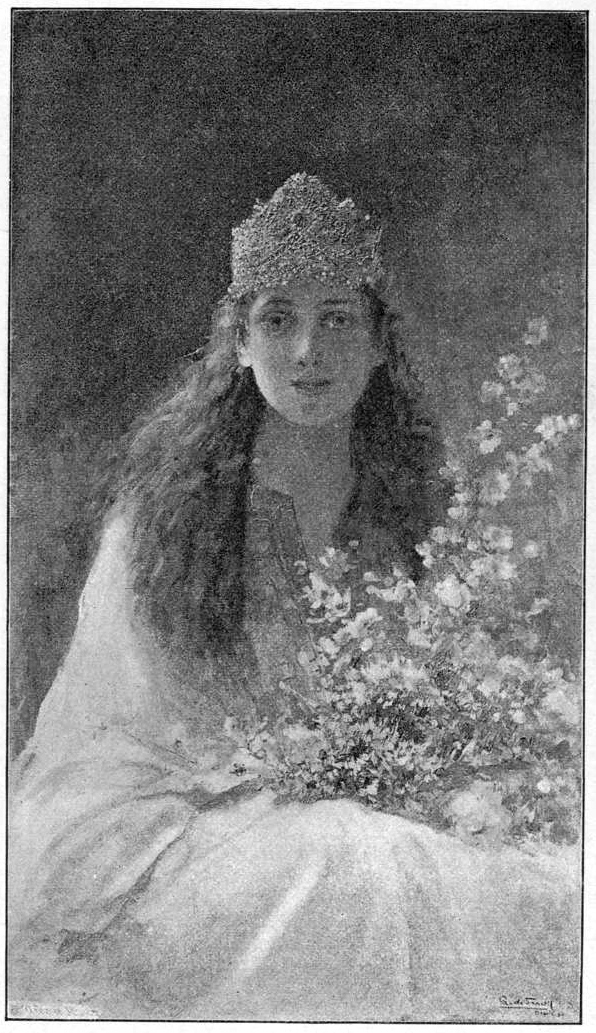